# Якимовский Погост
Якимовский Погост — упразднённая деревня в Угличском районе Ярославской области России. Сохранилось кладбище.

## География
Находился у реки Болжбина, в 1 км от д. Стройково.

## История
До конца XVIII века относился к Ростовскому уезду. Территориально относится к Ильинскому сельскому поселению. Находится в 1 км от д. Стройково.
В 1798-1813 году при погосте была выстроена кирпичная церковь с тремя престолами: Рождества Пресвятой Богородицы, Знамения Божией Матери и Святителя и Чудотворца Николая.
В 1860 году в приходе церкви было 8 селений:
- Монарёво
- Доронилово
- Бутьково
- Малое Губино
- Большое Губино
- Орешково
- Стройково

В 1878 году в приходе было 8 церкви было 9 селений: Манарьево, Дорожилово, Бутьково, Малое Губино, Большое Губино, Стройково, Демьяны.
Во время Второй мировой войны церковь была разобрана. В настоящее время не осталось видимых следов её существования. Кладбище существует до сих пор. На кладбище сохранился один старинный дореволюционный памятник.
Во время Второй мировой войны еще сохранялась школа, которая ранее относилась к церкви, там ученики села Иванкова сдавали ежегодные экзамены. Также еще сохранялось несколько домов — учителей и сторожа школы.